# Туризм в Мексике
Туризм в Мексике является одной из наиболее развитых отраслей экономики. Мексика является одной из самых посещаемых стран в мире. Привлекательность Мексики для туристов обусловлена сочетанием многих факторов: уникальная культура, включающая культурные фестивали, города c архитектурой времен испанского колониального господства, руины древних мезоамериканских городов, наличие природных заповедников и пляжных курортов в сочетании с благоприятным климатом. Пик туристического сезона в стране — с октября до середины лета, с «всплесками» в течение недели перед Новым Годом, Пасхой и весенних каникул, когда на пляжные курорты приезжает масса студентов из США.
Большинство туристов, посещающих Мексику — граждане США и Канады. Менее представлены туристы из стран Европы, Азии и Латинской Америки. В стране растёт также выездной туризм — в то время как низший средний класс Мексики предпочитает проводить отпуск в собственной стране, зажиточные слои предпочитают путешествовать за границу.
Согласно отчёту 2016 года WTO Tourism Highlights 2016, Мексика занимает 9-е место по привлекательности для туристов в мире.

## Достопримечательности городов
- Столица страны — город Мехико — служит отправной точкой для посещения древнего индейского города Теотиуакан, известного своими культовыми сооружениями — пирамидой Солнца и пирамидой Луны. В Мехико расположены торговые районы, Сокало — одна из крупнейших площадей в мире, Плаза де Торос — крупнейшая в мире арена для корриды, Национальный дворец, построенный на месте дворца Монтесумы и крупнейший в Западном полушарии кафедральный собор. В Мехико также находится один из крупнейших музеев мира — Национальный музей антропологии и истории.
- Второй по численности населения город Мексики — Гвадалахара, является родиной некоторых из самых известных в Мексике традиций, таких как текила, музыка мариачи и чаррос (мексиканские ковбои). Наряду с Мехико и пляжными курортами (Канкун, Акапулько и т. д.), Гвадалахара является одним из самых посещаемых городов в Мексике. В городе расположено большое количество музеев, картинных галерей и театров. В Гвадалахаре регулярно проходят такие значимые события, как международная книжная ярмарка[англ.] — вторая по значимости в мире и первая по значимости для испаноязычных стран[3]. Город также пользуется известной благодаря развитию андеграунда, а также электронной музыки. Из архитектурных достопримечательностей Гвадалахары выделяются кафедральный собор, театр Degollado[англ.] и госпиталь Кабаньяс, который является объектом Всемирного наследия ЮНЕСКО. В Гвадалахаре и его окрестностях — городах Тлакепаке, Пуэрто-Вальярта и других находится большое количество торговых центров, а также природных объектов, таких как каньон Barranca de Oblatos.
- Город Монтеррей в штате Нуэво-Леон, основанный в конце 16 века, известен своими музеями: Музей истории Мексики, Музей современного искусства, Метрополитен-музей Монтеррея и Дворец правительства. Искусственный канал Santa Lucia длиной 2,5 км похож на аналогичный канал в Сан-Антонио, (США, штат Техас) и соединяет Фундидора-парк с Macroplaza[англ.] — главной площадью Монтеррея.
- Город Морелия — столица штата Мичоакан. В историческом центре города находится более 1000 исторических памятников, в том числе кафедральный собор и акведук.

Другие города Мексики, известные туристическими достопримечательностями:
- Чиуауа
- Долорес-Идальго, штат Гуанахуато
- Гуанахуато
- Оахака, штат Оахака
- Пуэбла, штат Пуэбла
- Леон, штат Гуанахуато
- Сан-Кристобаль де лас Касас, штат Чьяпас
- Сан-Мигель-де-Альенде, штат Гуанахуато
- Сантьяго-де-Керетаро, штат Керетаро
- Сакатекас, штат Сакатекас.

## Пляжный отдых
Побережье Мексики славится своими пляжами, наиболее известные из них расположены в следующих местах:
- Акапулько
- Гуаймас
- Икстапа
- Канкун
- Остров Косумель
- Остров Женщин
- Остров Хольбош
- Кабо-Сан-Лукас
- Мансанильо
- Масатлан
- Плая-дель-Кармен
- Пуэрто-Эскондидо
- Пуэрто-Вальярта
- Пуэрто-Пеньяско
- Прогресо
- Санта-Мария-Уатулько
- Сан-Хосе-дель-Кабо
- Тулум (город)
- Энсенада (Нижняя Калифорния)

На полуострове Юкатан расположен один из самых популярных пляжных курортов Мексики — Канкун, особенно популярный среди студентов высших учебных заведений во время весенних каникул. Неподалеку от него находятся острова Исла-Мухерес и Хольбош. К югу от Канкуна тянется стокилометровая прибрежная полоса Карибского моря — Ривьера-Майя, на которой расположены курортные городки и экологические парки Ксарет и Шель-Ха. На южной оконечности Ривьера-Майя расположен город Тулум, известный раскопками городов древних майя.
Помимо знаменитых на весь мир сенотов, на Юкатане также имеется множество систем подземных рек, таких как «Сак Актун». Сеноты и подземные реки Юкатана привлекают дайверов всего мира.
На тихоокеанском побережье Мексики самым известным пляжным курортом является Акапулько. Акапулько известен также как излюбленное место дайверов — любителей нырять со скалы.
Вдоль побережья к югу от Акапулько расположены пляжи Пуэрто-Эскондидо, Пуэрто-Анхеля и нудистские пляжи Playa Zipolite. К северу от Акапулько находятся курортный город Икстапа и Сиуатанехо. Далее на севере располагаются пляжи Мичоакан, пользующиеся популярностью у любителей серфинга.
В центральной и северной части тихоокеанского побережья Мексики самые популярные пляжи находятся в Масатлане и Пуэрто-Вальярта. Менее известны пляжи в Баия-де-Навидад, Баия-де-Кино и черные пески Сиютлан. Курорт Сан — Карлос популярен в зимнее время, особенно для пенсионеров.
На южной оконечности полуострова Нижняя Калифорния расположен курортный городок Кабо-Сан-Лукас, город известен своими пляжами и ловлей марлина. Далее на север Калифорнийского залива находится другой пляжный курорт, Баия-де-Ла-Консепсьон, также известный своей спортивной рыбалкой. Ближе к границе с США находится курорт Сан-Фелипе.

## Экстремальный туризм в Мексике
Мексика знаменита своими вулканами, пещерами и системами подземных рек:
- Сак Актун (самая длинная в мире изученная подземная река)
- Пико де Орисаба (вулкан, находящийся в списке 7-ми вершин)
- Пещера Ласточек (самая глубокая пещера свободного падения в мире).